# Хигелак
Хигелак е крал на скандинавското племе гаути, вероятно живял през 6 век. В англосаксонската поема "Беоулф" Хигелак присъства като роднина и господар на главния герой. Беоулф наследява Хигелак на гаутския трон. Историческият Хигелак вероятно е загинал през 529 г. във Фризия в сражение с франкска войска, както свидетелства франкският историк Григорий от Тур в десета книга на своята „История на франките“.